# Vier gewinnt
Vier gewinnt (englisch: Connect Four oder Captain’s mistress) ist ein Zweipersonen-Strategiespiel mit dem Ziel, als Erster vier der eigenen Spielsteine in eine Linie zu bringen. Das von Howard Wexler mit Ideen von Ned Strongin entwickelte Spiel wurde 1973 von der Strongin & Wexler Corp. an Milton Bradley (MB Spiele) lizenziert und 1974 veröffentlicht.

## Regeln
Das Spiel wird auf einem senkrecht stehenden hohlen Spielbrett gespielt, in das die Spieler abwechselnd ihre Spielsteine fallen lassen. Das Spielbrett besteht aus sieben Spalten (senkrecht) und sechs Reihen (waagerecht). Jeder Spieler besitzt 21 gleichfarbige Spielsteine. Wenn ein Spieler einen Spielstein in eine Spalte fallen lässt, besetzt dieser den untersten freien Platz der Spalte. Gewinner ist, wer vier oder mehr seiner Spielsteine in eine waagerechte, senkrechte oder diagonale Linie bringt. Das Spiel endet unentschieden, wenn das Spielbrett komplett gefüllt ist, ohne dass ein Spieler eine Viererlinie gebildet hat.

## Strategie und Taktik

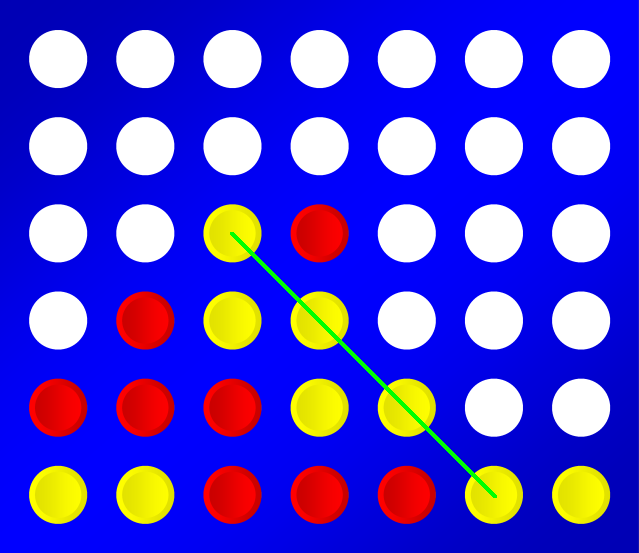
Gewinnreihe für Gelb

Anfänger übersehen oft einfache Bedrohungen des Gegners, Viererlinien zu vervollständigen. Deshalb ist es wichtig, alle vertikalen, horizontalen und diagonalen Linien im Blick zu behalten. Fortgeschrittene Spieler versuchen zu gewinnen, indem sie zwei Bedrohungen gleichzeitig aufbauen (Gabel; Zwickmühle). Als Faustregel gilt, dass Spielsteine in der Mitte des Spielbretts mehr Wert haben als Spielsteine am Rand des Spielbretts, da es für sie mehr Möglichkeiten gibt, an Viererlinien beteiligt zu sein (und somit auch die Möglichkeiten des Gegners einschränken). Gute Spieler versuchen, kurzfristig drei Spielsteine in eine Linie zu bringen und gleichzeitig den Gegner daran zu hindern, in eine bestimmte Spalte zu setzen. Zum Ende hin wird das Spiel oft zu einem komplexen Auszählspiel; beide Spieler versuchen zu gewinnen, indem sie den Gegner zwingen, in eine bestimmte Spalte zu setzen. Für den Spieler am Zug ist dabei die Regel hilfreich, dass immer eine gerade Zahl von Spielsteinen gesetzt wird, bis er selbst wieder am Zug ist.
Die Strategien des ersten und zweiten Spielers unterscheiden sich deutlich. Alle Dreierlinien einer Farbe erzeugen ein Loch: ein Feld, das, von dem entsprechenden Spieler besetzt, zum Sieg führt.
Ein Loch wird als gerade oder ungerade bezeichnet, je nachdem in welcher Reihe es sich befindet (die unterste Reihe wird als „eins“ nummeriert). Damit der erste Spieler gewinnen kann, muss er mehr ungerade Löcher aufgebaut haben als sein Gegner, die geraden Löcher spielen dabei keine Rolle. Damit der zweite Spieler gewinnen kann, muss er mindestens zwei ungerade Löcher mehr haben als sein Gegner, oder die gleiche Anzahl ungerader Löcher und wenigstens ein gerades Loch. Diese Regeln sind vereinfacht dargestellt, denn wenn mehrere Löcher in der gleichen Spalte liegen wird es komplizierter. Löcher, die direkt über Löchern des Gegners liegen, sind meistens nutzlos.

## Lösung des Spiels
Das Vier-gewinnt-Spiel ist ein Spiel mit perfekter Information. Victor Allis und James D. Allen lösten es nahezu gleichzeitig und unabhängig voneinander (Veröffentlichung von Allis erstmals 1988, von Allen 1990). Allis stellte einen Regelsatz auf, durch dessen Verwendung er die nötige Rechenzeit reduzieren konnte. Allen beschäftigte einige Sun-Workstations, um Vier gewinnt komplett durchzurechnen. Beide kamen zum selben Ergebnis: Der erste Spieler kann das Spiel gegen beste Verteidigung gewinnen, wenn er in der mittleren Spalte beginnt. Beginnt er in der Spalte links oder rechts daneben, endet das Spiel bei beiderseits perfektem Spiel remis; wirft er seinen ersten Stein in eine der vier restlichen Spalten, verliert er gegen einen perfekten Gegner sogar.

## Varianten
|   | a | b | c | d | e | f | g | h |   |
| 8 |   |   |   |   |   |   |   |   | 8 |
| 7 |   |   |   |   |   |   |   |   | 7 |
| 6 |   |   |   |   |   |   |   |   | 6 |
| 5 |   |   |   |   |   |   |   |   | 5 |
| 4 |   |   |   |   |   |   |   |   | 4 |
| 3 |   |   |   |   |   |   |   |   | 3 |
| 2 |   |   |   |   |   |   |   |   | 2 |
| 1 |   |   |   |   |   |   |   |   | 1 |
|   | a | b | c | d | e | f | g | h |   |

Spider Line Four: der nächste Stein kann auf eines der mit x gekennzeichneten Felder gesetzt werden.
Auf verschiedenen Spiele-Servern wird Vier gewinnt auf einem Brett mit 8 × 8 Feldern angeboten, da es auf dem 7 × 6 Brett gelöst ist. Eine dort häufige Variante ist auch Linetris (Kofferwort aus line four und Tetris): Wenn hier die unterste Reihe voll ist und kein Spieler eine Viererlinie gebildet und somit gewonnen hat, dann wird die unterste Reihe geleert und die darüberliegenden Steine fallen eine Reihe nach unten.
Auf vielen Servern gibt es auch spider line four. Hier kann man die Steine auch auf horizontale oder nach unten wachsende Stapel setzen, d. h. man kann auf ein Feld setzen, falls es am Brettrand liegt oder es von dort eine orthogonal zu einem Brettrand führende Reihe aus besetzten Feldern gibt.
Andere Varianten lassen auch das Spielen mit mehr als zwei Spielern zu, oder mit der Regel, dass derjenige gewinnt, der nach vollständigem Füllen des Spielbretts am meisten Viererlinien gebildet hat.
Bei Vier gewinnt Flip kann die Spielwand gedreht werden. Diese Variante hat sich nicht durchgesetzt und ist nicht mehr im Handel erhältlich. Die Neuauflage des Spieles fügt aber einen weiteren optionalen Mechanismus dazu. Die Steine der untersten Linie können einzeln herausgeploppt werden. Zudem ist jetzt 4 gewinnt 4x4 erhältlich, das durch Hinzufügen einer zweiten Wand das Spielen zu viert erlaubt. Außerdem gibt es zwei unstrategische Varianten, bei denen Geschicklichkeit zählt: Bei Tower und Schnipp den Chip versucht man mit einem Katapult, vier Gleiche in eine Reihe zu bringen.
Eine dreidimensionale Variante dieses Spieles erschien 1967 in den USA als Score Four und in Deutschland 1974 bei Ravensburger als Sogo. Sie ist auch unter dem Namen Vier gewinnt Professional bekannt, in der DDR wurde sie als Raummühle bezeichnet.

## Ähnliche Spiele
- Tic-Tac-Toe
- Fünf in eine Reihe (Gomoku)
- Connect6
- Qubic
- Just 4 Fun
- Galtoni